# Olivaichthys cuyanus
Olivaichthys cuyanus es una especie de pez de la familia Diplomystidae en el orden de los Siluriformes.

## Morfología
Los machos pueden llegar alcanzar los 21,8 cm de longitud total.
Número de  vértebras: 41-44.

## Hábitat
Es un pez de agua dulce y de clima templado.

## Distribución geográfica
Se encuentra al sur de Sudamérica. 